# Teucholabis (Teucholabis) paraxantha
Teucholabis (Teucholabis) paraxantha is een tweevleugelige uit de familie steltmuggen (Limoniidae). De soort komt voor in het Neotropisch gebied.